# Singapur en los Juegos Paralímpicos de Atlanta 1996
Singapur estuvo representado en los Juegos Paralímpicos de Atlanta 1996 por tres deportistas, dos mujeres y un hombre. El equipo paralímpico singapurense no obtuvo ninguna medalla en estos Juegos.